# Callomyia liardia
Callomyia liardia är en tvåvingeart som beskrevs av Kessel och Buegler 1973. Callomyia liardia ingår i släktet Callomyia och familjen svampflugor. Inga underarter finns listade i Catalogue of Life.